# Lit de mort

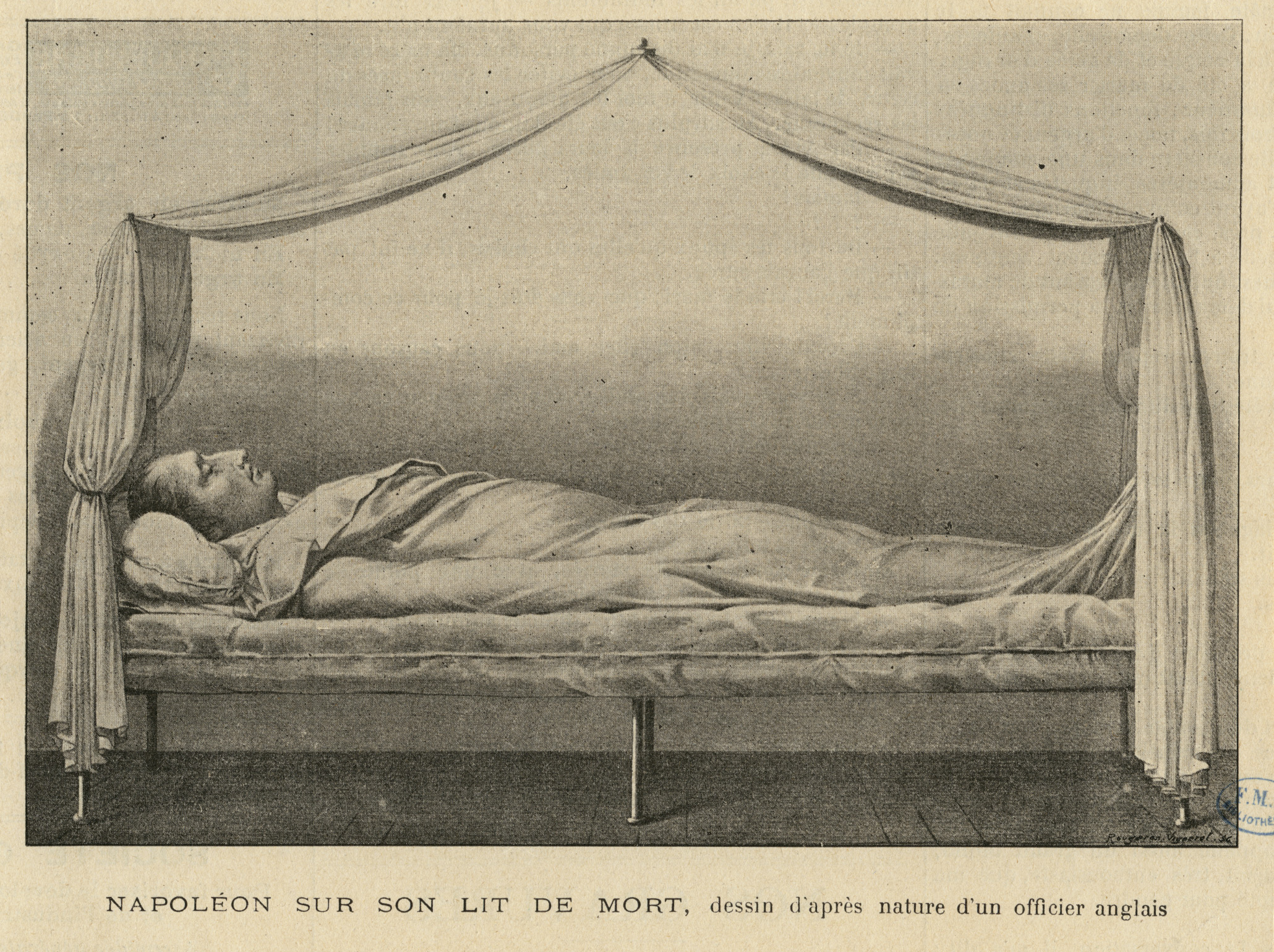
Napoléon sur son lit de mort.

Un lit de mort est l'endroit où une personne meurt. Ce n'est pas forcément un lit ou tout autre forme de couchage, mais tout simplement l'endroit où la mort se produit.